# Ayrens
Ayrens är en kommun i departementet Cantal i regionen Auvergne-Rhône-Alpes i mitten av Frankrike. Kommunen ligger  i kantonen Laroquebrou som ligger i arrondissementet Aurillac. År 2022 hade Ayrens 618 invånare.

## Befolkningsutveckling
Antalet invånare i kommunen Ayrens
Referens:INSEE